# Campanula ruscinonensis
Campanula ruscinonensis är en klockväxtart som beskrevs av Timb.-lagr. Campanula ruscinonensis ingår i släktet blåklockor, och familjen klockväxter. Inga underarter finns listade i Catalogue of Life.